# Б-380
Б-380 или «Святой князь Георгий», ранее «Горьковский комсомолец» — советская и российская большая дизель-электрическая подводная лодка проекта 641Б «Сом», последняя лодка этого проекта.

## Постройка
Заложена 15 октября 1981 года на Горьковском судостроительном заводе «Красное Сормово» под строительным номером 133. Спущена на воду в августе 1982 года. В ноябре 1982 года получила именное наименование «Горьковский комсомолец». 30 декабря 1982 года вошла в состав Черноморского флота ВС Союза ССР.

## Служба
В составе 14-й дивизии подводных лодок. В 1984 году выполнила две боевые службы.
В 1991 году поставлена к причальной стенке на Севморзаводе в Севастополе для капитального ремонта. Название «Горьковский комсомолец» упразднено 15 февраля 1992 года. В апреле 1996 года после раздела Черноморского флота, Украина отказалась от лодки ввиду её плохого технического состояния.
В 2000 году Правительство России приняло решение о проведении капитального ремонта лодки и переоборудования казарменного помещения для личного состава. С этого же года над лодкой взял шефство Советский район Нижнего Новгорода. Восемьдесят процентов личного состава было набрано в Нижегородской области.
По состоянию на 2008 год на лодке продолжался капитальный ремонт, и бригада специалистов с «Адмиралтейских верфей» занималась установкой специального акустического покрытия на корпус лодки. Экипаж поддерживал свою боеготовность проходя службу на подводной лодке Б-871 или «Алроса», а икона святого праведного воина Фёдора Ушакова, переданная в дар лодке в октябре 2006 года Нижегородской епархией, находилась на временном хранении во Владимирском соборе. По плану ремонта, возвращение в строй готовилось до конца 2008 года, но из-за кризиса ремонтные работы были прекращены. Также в 2008 году предлагалось дать лодке имя «Святой князь Георгий» в честь основателя Нижнего Новгорода князя Георгия Всеволодовича.
В 2010 году источник в штабе Черноморского флота России сообщил «Интерфаксу-АВН», что «готовятся к списанию большой противолодочный корабль „Очаков“ и дизельная подводная лодка Б-380 „Святой князь Георгий“… Это — старые и морально устаревшие корабли, чей перманентный ремонт и поддержание на плаву обходится флоту очень дорого».
В 2012 году Минобороны России оплатило ремонт лодки, а в газете «Известия» появилась информация о планируемом вводе подлодки в строй до момента, когда её смогут заменить подлодками проекта «Лада». При этом эксперты, опрошенные газетой, отметили, что на ввод подлодки в строй понадобится полтора — два года и впоследствии она может быть переклассифицирована в учебную.
29 апреля 2016 года объявлен утилизационный тендер от Минобороны России.
14 декабря 2019 года затонул списанный большой плавучий док ПД-16 вместе с находившейся в нём подводной лодкой Б-380. Утром, 15 декабря 2019 года, подводная лодка Б-380 самостоятельно всплыла и легла на левый борт, упершись своей рубкой в борт плавдока в Южной бухте Севастополя.
В 2020 году разделана на металл в Инкермане. Ограждение прочной рубки приобретено, собрано и отреставрировано Ассоциацией «Клуб Русская морская традиция». В 2021 году установлено в составе Музейной экспозиции истории подводного флота в деревне Рождествено Истринского района Московской области.

## Командиры
Этой лодкой в разное время командовали:
- И. Панасенко;
- А. Горячев;
- В. Смирнов;
- Б. Резник.